# Großenkneten
Großenkneten is een gemeente in de Duitse deelstaat Nedersaksen. De gemeente maakt deel uit van het Landkreis Oldenburg en telt 16.031 inwoners. Großenkneten is verbroederd met de Belgische gemeente Evergem en met Suprasl in Polen. Burgemeester Volker Bernasko (CDU) overleed op 27 oktober 2012. Tot zijn opvolger werd in april 2013 Thorsten Schmidtke verkozen. Deze werd in 2020 herkozen.

## Dorpen in de gemeente
- Ahlhorn (8.164)
- Amelhausen (112)
- Bakenhus (50)
- Bissel (302)
- Döhlen (504)
- Großenkneten (3.150)
- Hagel (29)
- Halenhorst (248)
- Haschenbrok (96)
- Hengstlage (158)
- Hespenbusch-Pallast (69)
- Hosüne (588)
- Huntlosen (1.958)
- Husum (53)
- Sage (590)
- Sage-Haast (274)
- Sannum (207)
- Steinloge (117)
- Westrittrum (87).

Tussen haakjes: aantal inwoners in december 2020. door de Duitse Wikipedia ontleend aan de website van de gemeente; totale bevolking 16.756 personen.

## Ligging, verkeer, vervoer
De gemeente ligt in het Naturpark Wildeshauser Geest ca. 35 km ten zuiden van de stad Oldenburg en 15 km ten westen van Wildeshausen. Het belangrijkste dorp in de gemeente is Ahlhorn, dat aan de westrand ervan ligt.
De gemeente wordt doorsneden door de sterk meanderende rivier Hunte, die hier alleen voor pleziervaart bevaarbaar is.
Langs de Bundesstraße B213 kan men, zuidwestwaarts rijdend, vanuit Ahlhorn na 5 km bij afrit 20 van de Autobahn A29, en nog 10 km verder in Cloppenburg komen. Ahlhorn ligt ook aan de B213, ca. 7 km ten zuiden van Großenkneten zelf.
In het dorpje Bissel, 6 km ten westen van Großenkneten zelf, is afrit 19 van de A29.
Binnen de gemeente hebben Ahlhorn, Großenkneten en Huntlosen kleine stations aan de Spoorlijn Oldenburg - Osnabrück v.v.

## Economie
Evenals in buurgemeente Wildeshausen zijn de landbouw en het toerisme van groot belang voor de lokale economie. Biohof Bakenhus is een grote proefboerderij voor biologische rundveehouderij.
Te Ahlhorn is een grote kalkoenen- en kippenslachterij annex fabriek van diepvrieskip e.d. gevestigd.
Ook is er het regionale Landesforstamt (een ambtelijke bosbouwinstantie) gevestigd.
In Sage, ten noordwesten van Großenkneten, exploiteert Exxon een grote, naar verhouding milieuvriendelijke aardgasinstallatie. Het gas wordt er van H2S, zwavelwaterstof, gezuiverd.

## Geschiedenis
Uit de aanwezigheid van  talrijke ganggraven, hunebedden e.d. blijkt, dat de streek rond Wildeshausen en Großenkneten in de Jonge Steentijd een belangrijk bevolkingscentrum van mensen van de Trechterbekercultuur was.
In de 8e eeuw leefden hier Saksen. Na hun bekering tot het christendom werden in de regio diverse kerkjes gesticht, waar alle dorpen van de gemeente hun ontstaan aan te danken hebben.
Vanaf het eind van de 19e eeuw groeide met name Ahlhorn relatief sterk, doordat het aan een spoorlijn kwam te liggen.
In de Eerste Wereldoorlog is in de gemeente tijdelijk een vliegbasis voor zeppelins geweest.
In 1930 sloeg in de gemeente (in het dorpje Bissel)  en in buurgemeente Garrel een in de atmosfeer in tweeën gebroken meteoriet in. Het "Bisseler" deel, ongeveer 4.840 gram zwaar, is in het Museumsdorf Cloppenburg en in het Landesmuseum Oldenburg te zien geweest, maar is in 2012 zoekgeraakt.
In 1980 en 1981 trad in Großenkneten de bekende band Trio voor het eerst op.

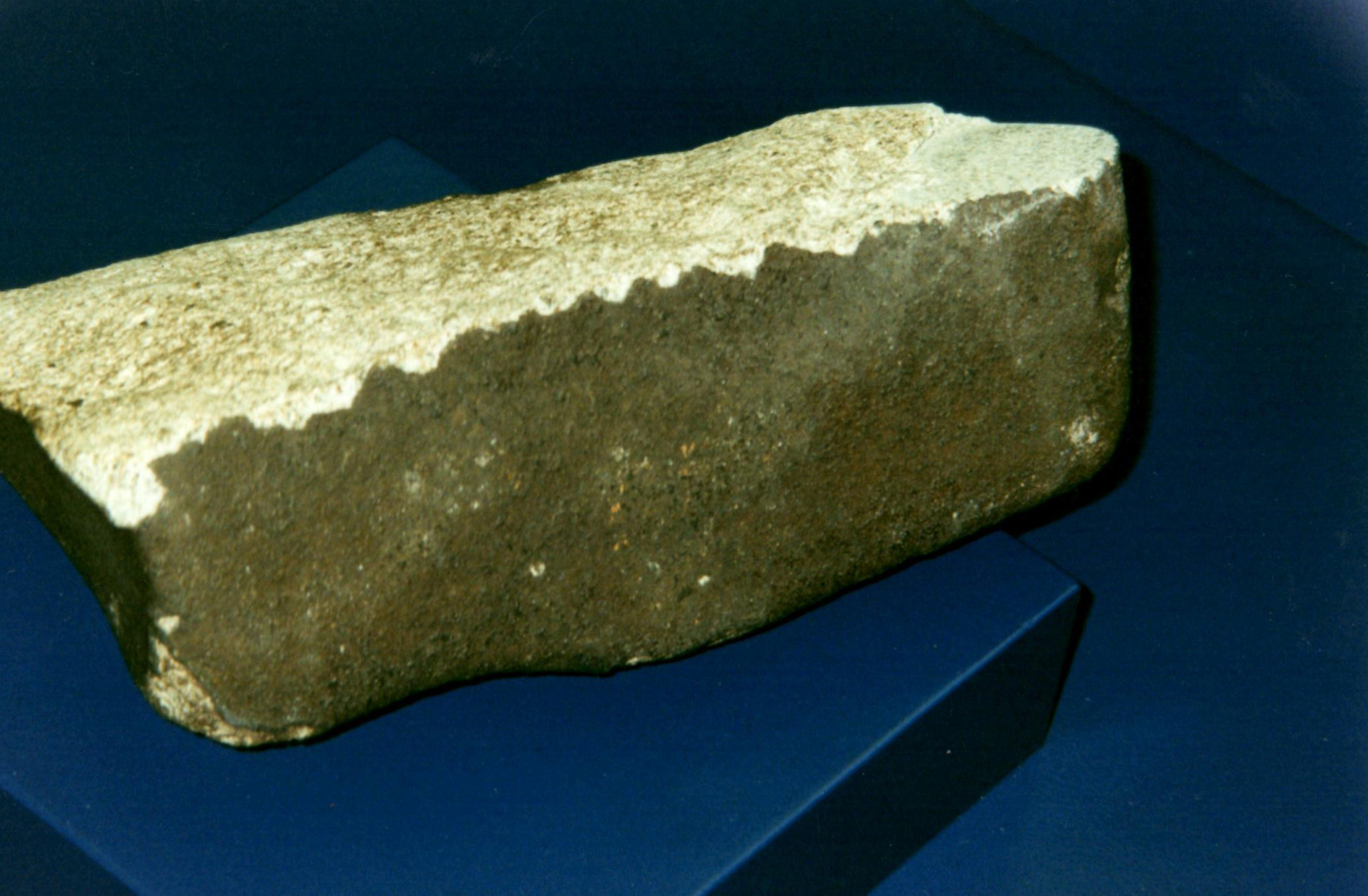
Fragment „Bissel“ van de meteoriet Oldenburg (1930)
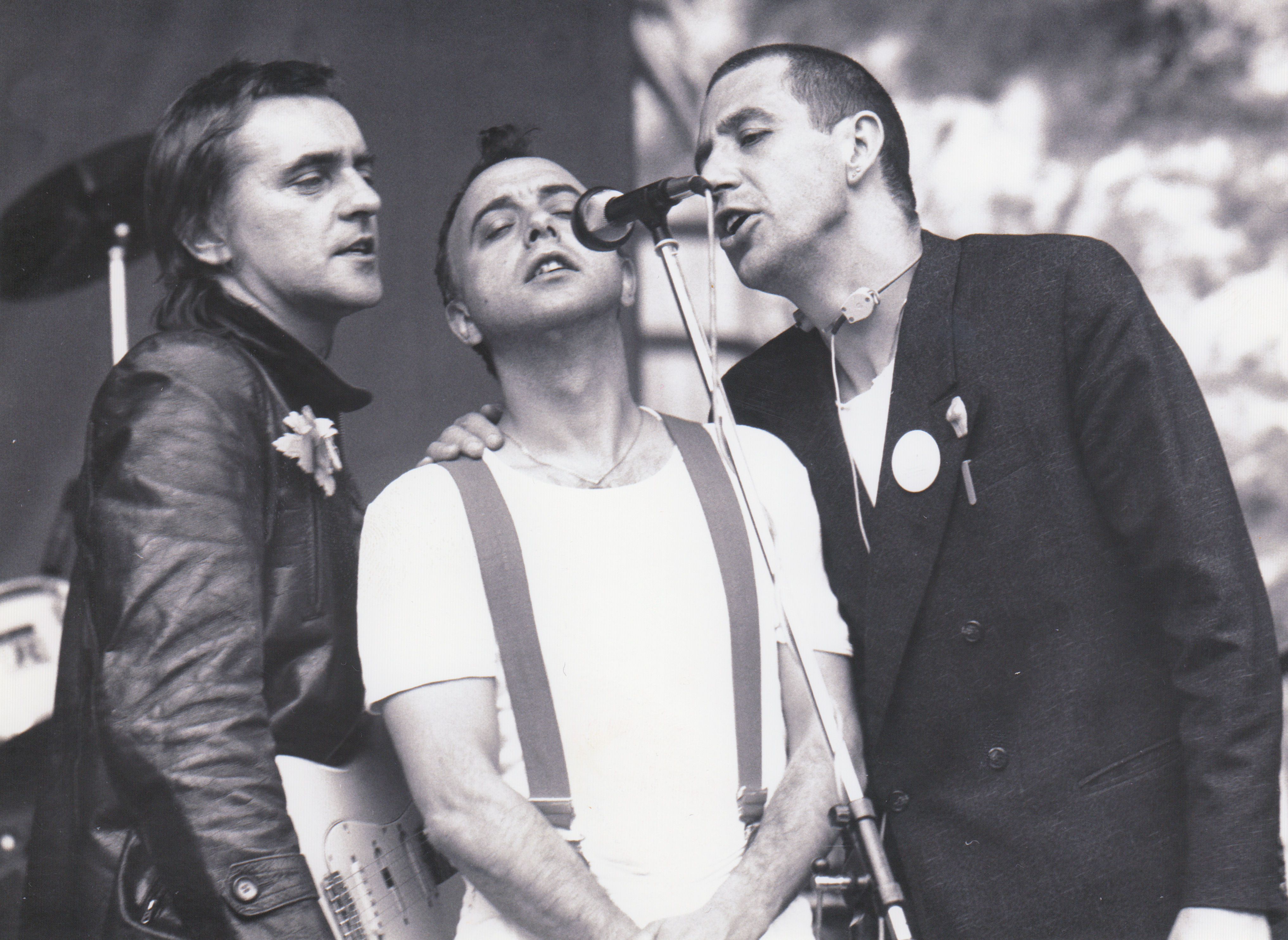
De band Trio (1982), v.l.n.r. Kralle Krawinkel, Peter Behrens en Stephan Remmler
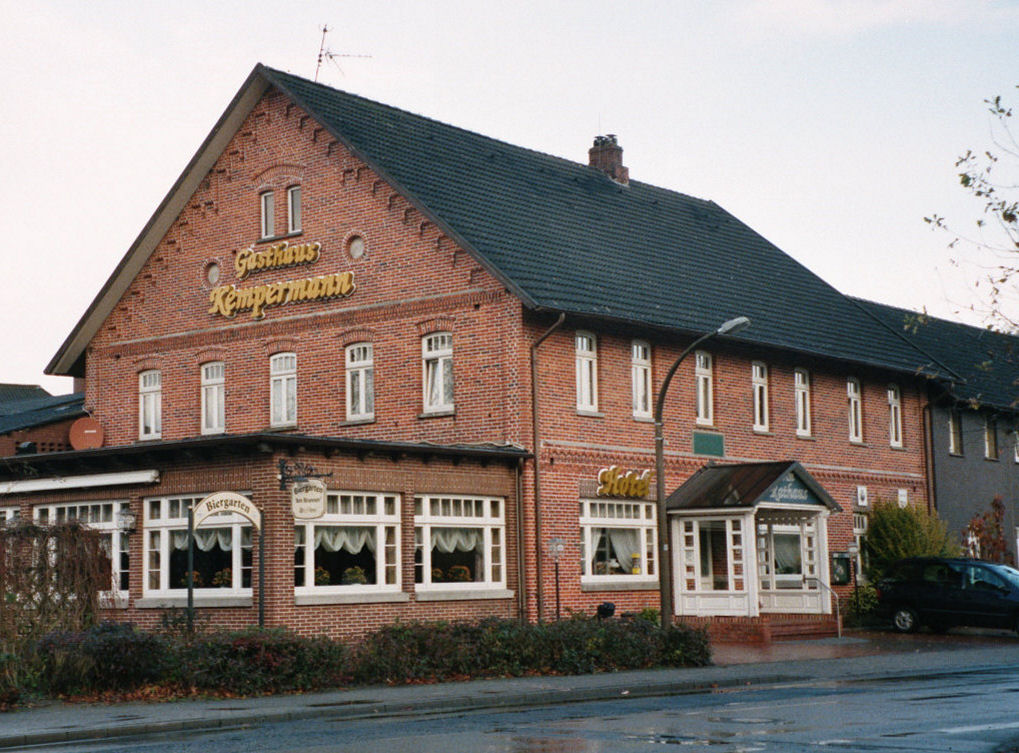
In het Großenknetener Gasthaus Kempermann debuteerde Trio op 20 december 1980

## Bezienswaardigheden
- Naturpark Wildeshausener Geest met de talrijke hunebedden en andere monumenten uit de Jonge Steentijd; men kan de Straße der Megalithkultur volgen, die van bezoekersinformatie is voorzien.
  - De bekendste hunebedden hier zijn de Visbeker Braut en de Visbeker Bräutigam.
- Aan de westkant van de gemeente ligt aan het riviertje de Lethe, het waardevolle natuurreservaat Ahlhorner Fischteiche, dat uit een aantal, deels nog als visvijvers voor de visserij gebruikte, kleine meren bestaat. Een klein deel van het reservaat ligt in de buurgemeente Emstek.
- De monumentale, middeleeuwse Sint-Brictiuskerk (Huntlosen)
- Direct ten zuiden van Sage in Naturpark Wildeshausener Geest, bevindt zich het Sage War Cemetery met 971 oorlogsgraven.

## Bekende personen in relatie tot de gemeente

### De bandTrio
- Peter Behrens (slagwerker) (1947–2016), woonde en werkte van  1980–1984 in de Regenter Siedlung te Großenkneten
- Kralle Krawinkel  (1947–2014), idem
- Stephan Remmler  (* 1946), idem

### Overigen
- Hans-Jörg Butt (*1974), voetbalkeeper, speelde vanaf zijn 6e tot zijn 17e jaar in jeugdelftallen te Großenkneten

## Galerij

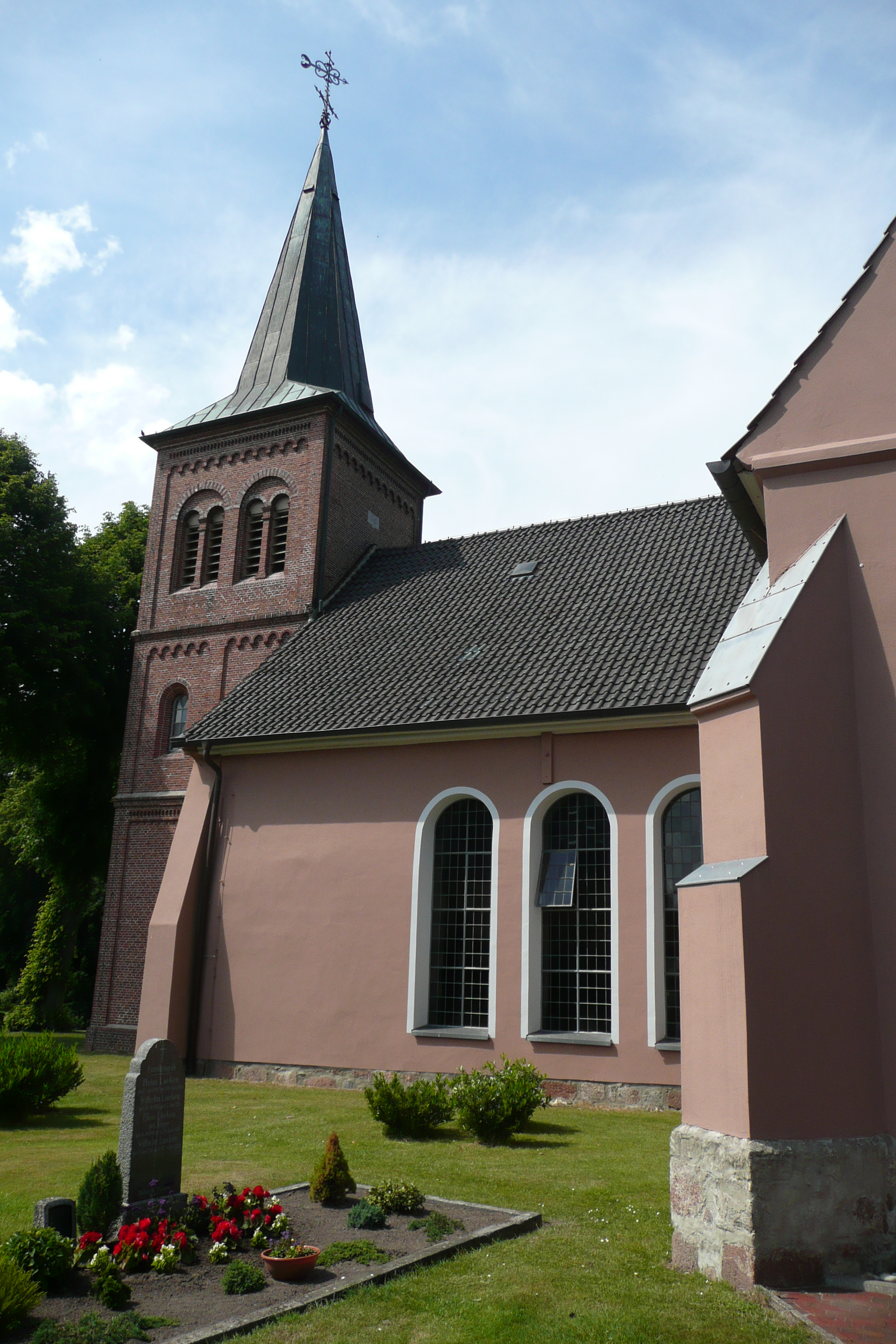
Ev.-luth. Mariakerk, Großenkneten
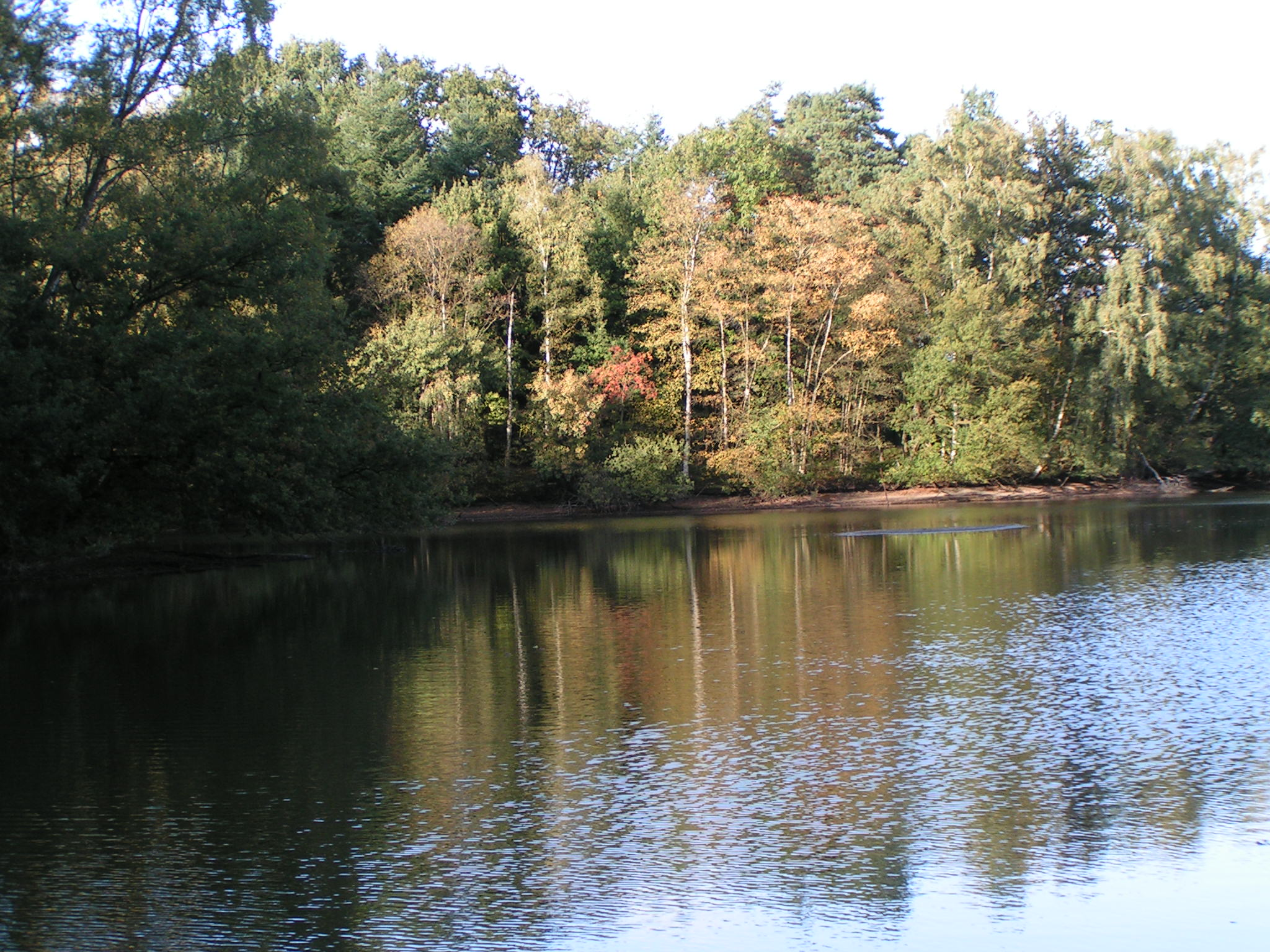
Ahlhorner Fischteiche
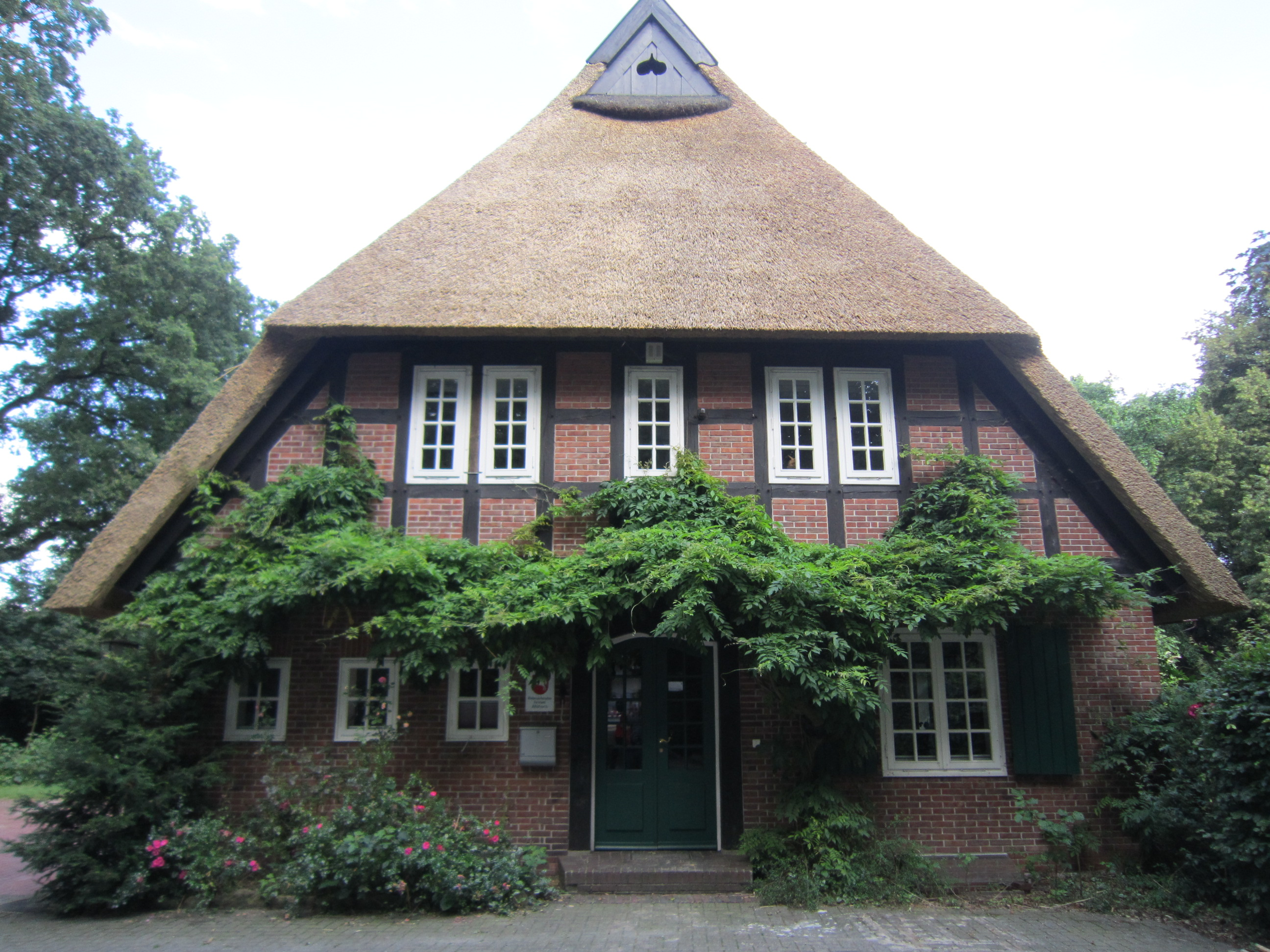
Landesforstamt (ambtelijke bosbouwinstantie) Ahlhorn
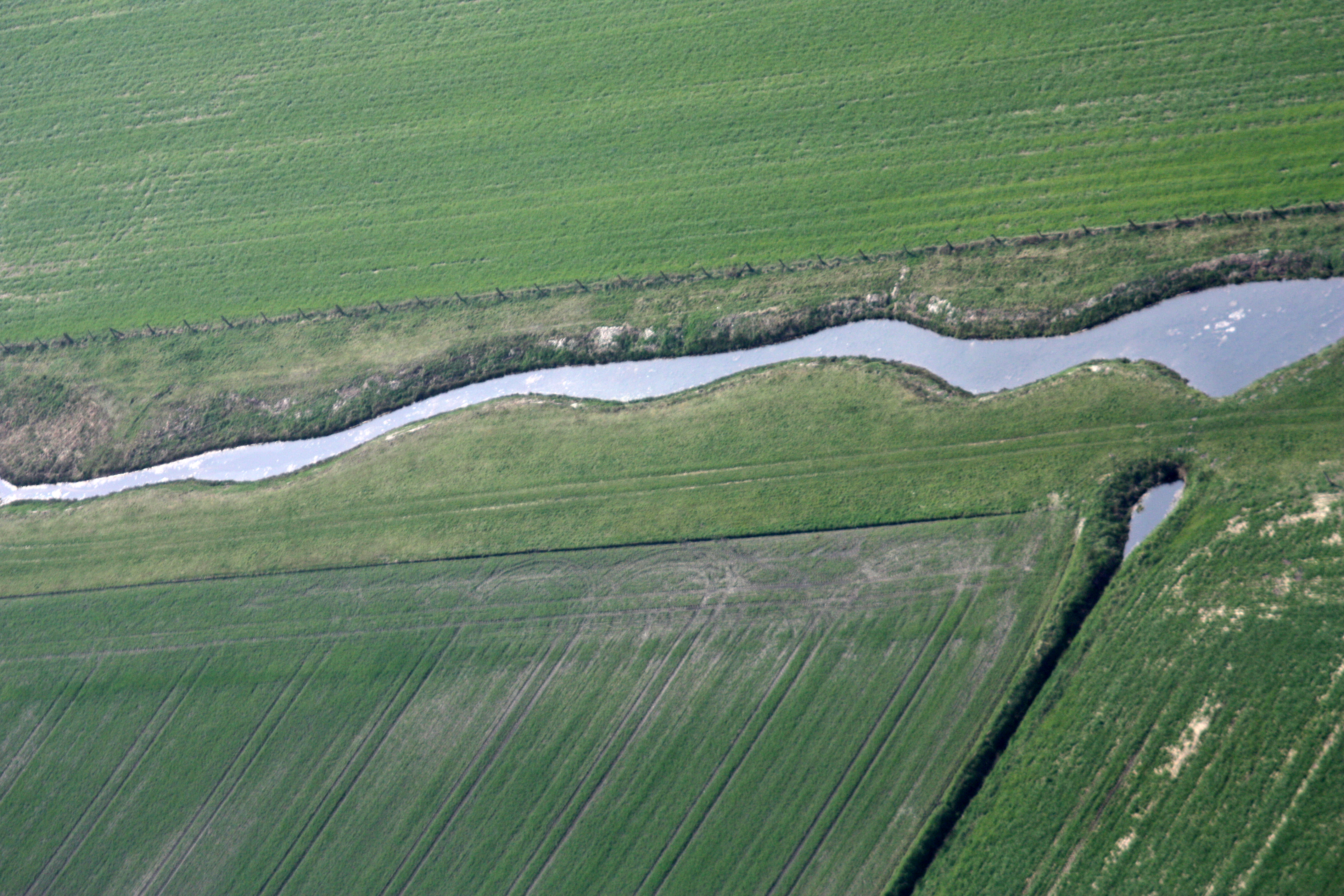
Almweg , watertje dat uitmondt in de Lethe
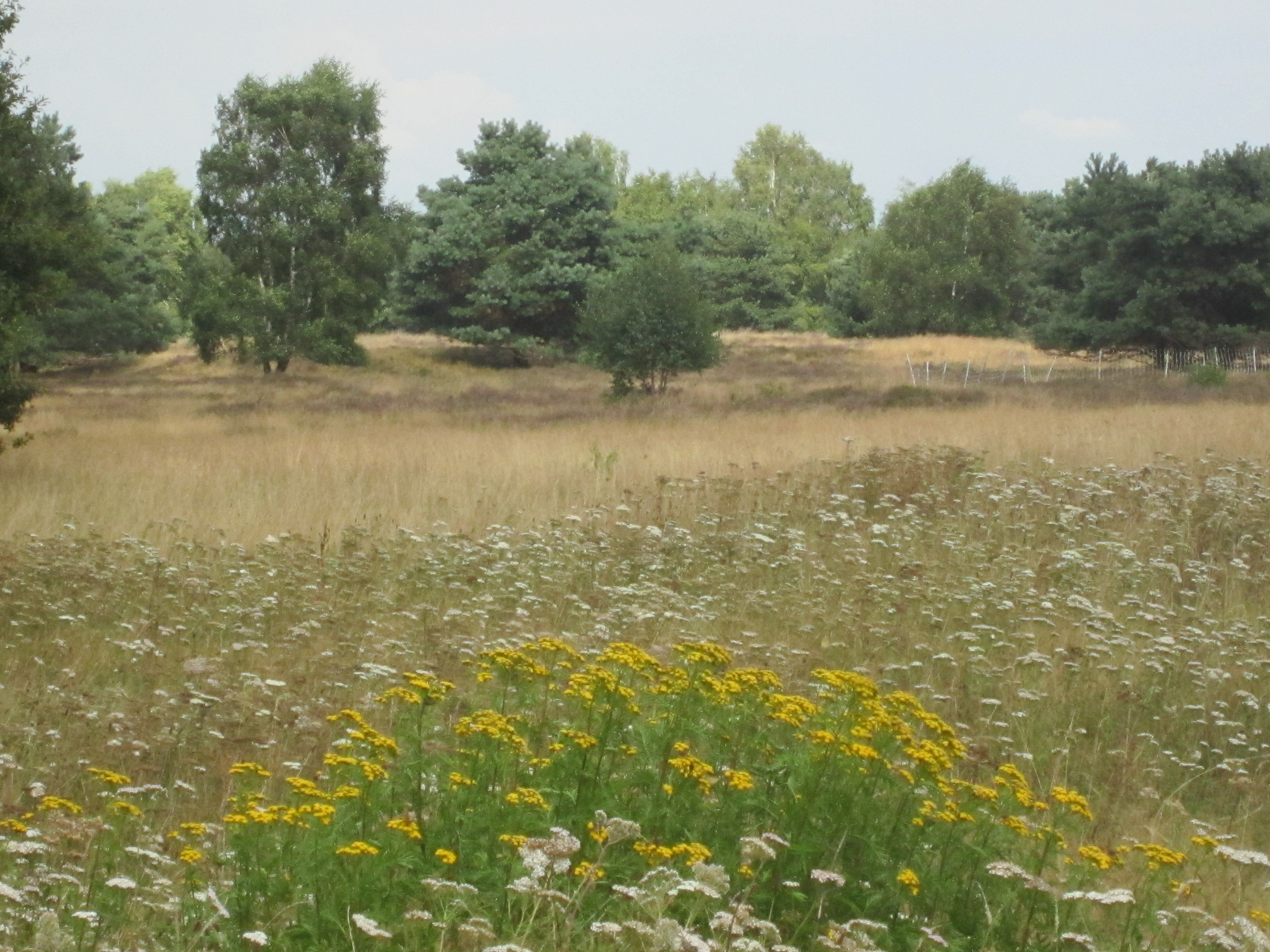
Natuurreservaat Sager Meere, Kleiner Sand und Heumoor
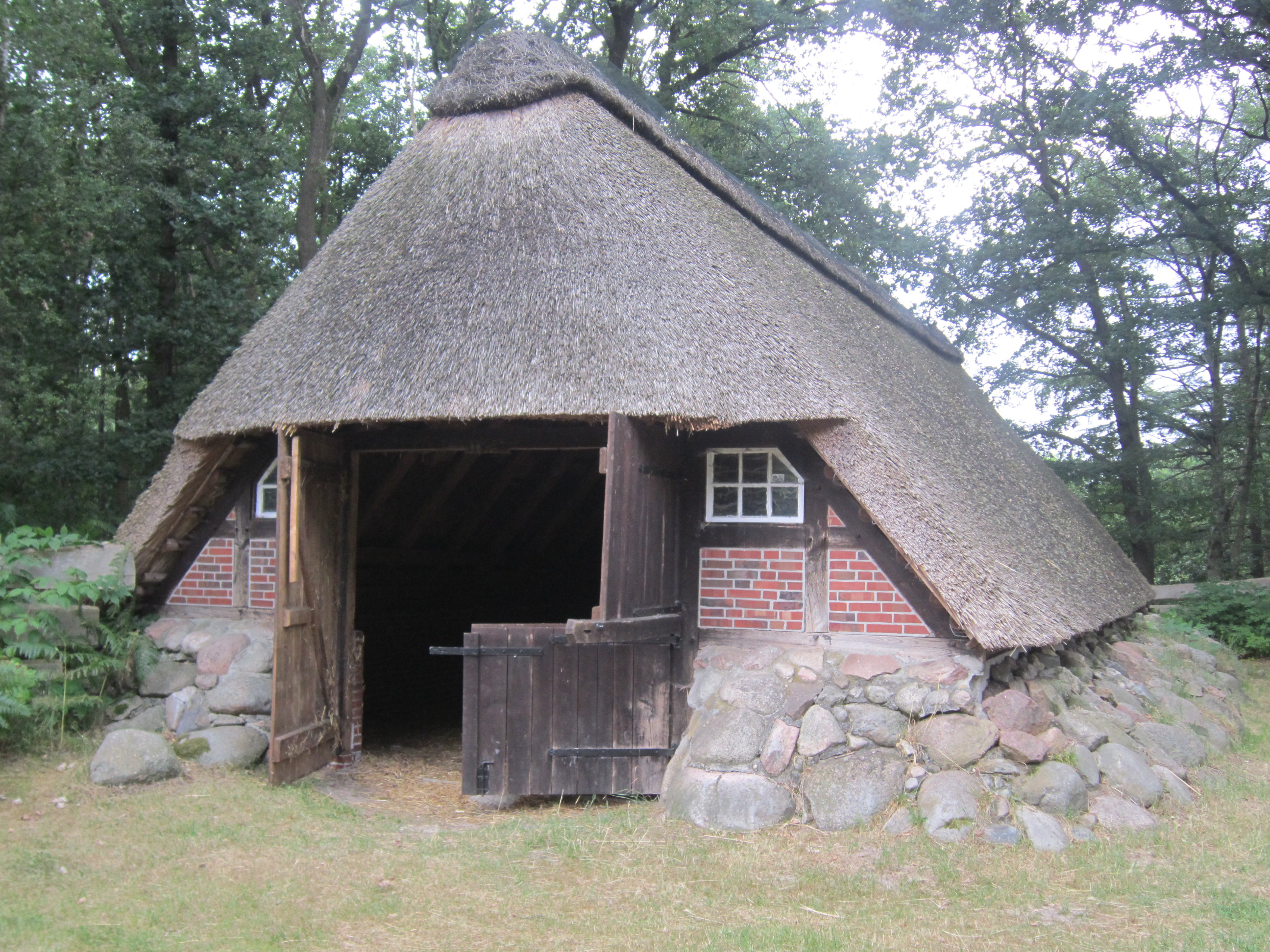
Schaapskooi Lethe-Heide in het Lethedal
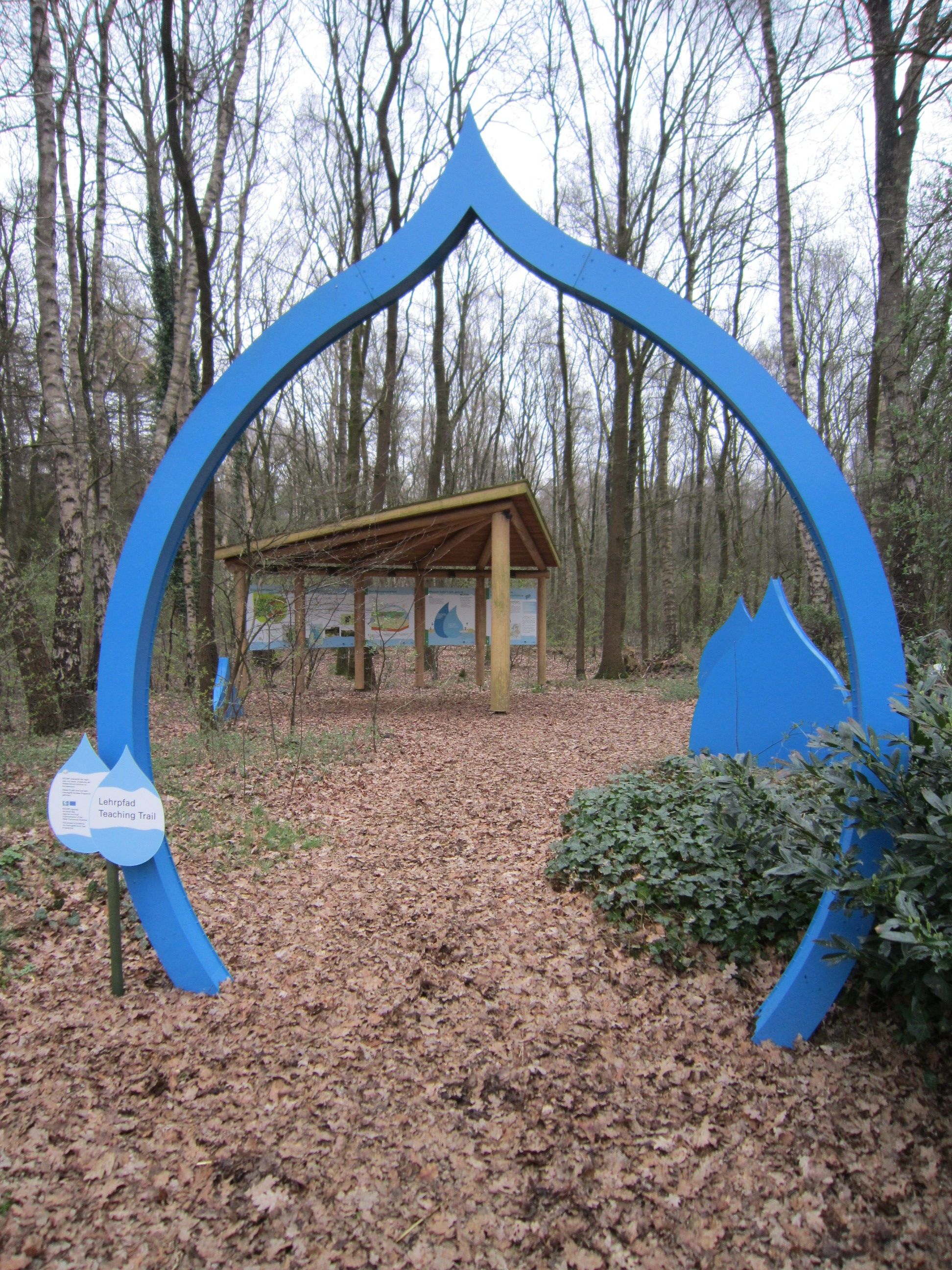
Educatieve wandelroute (onderwerp: drinkwater) in Bakenhus
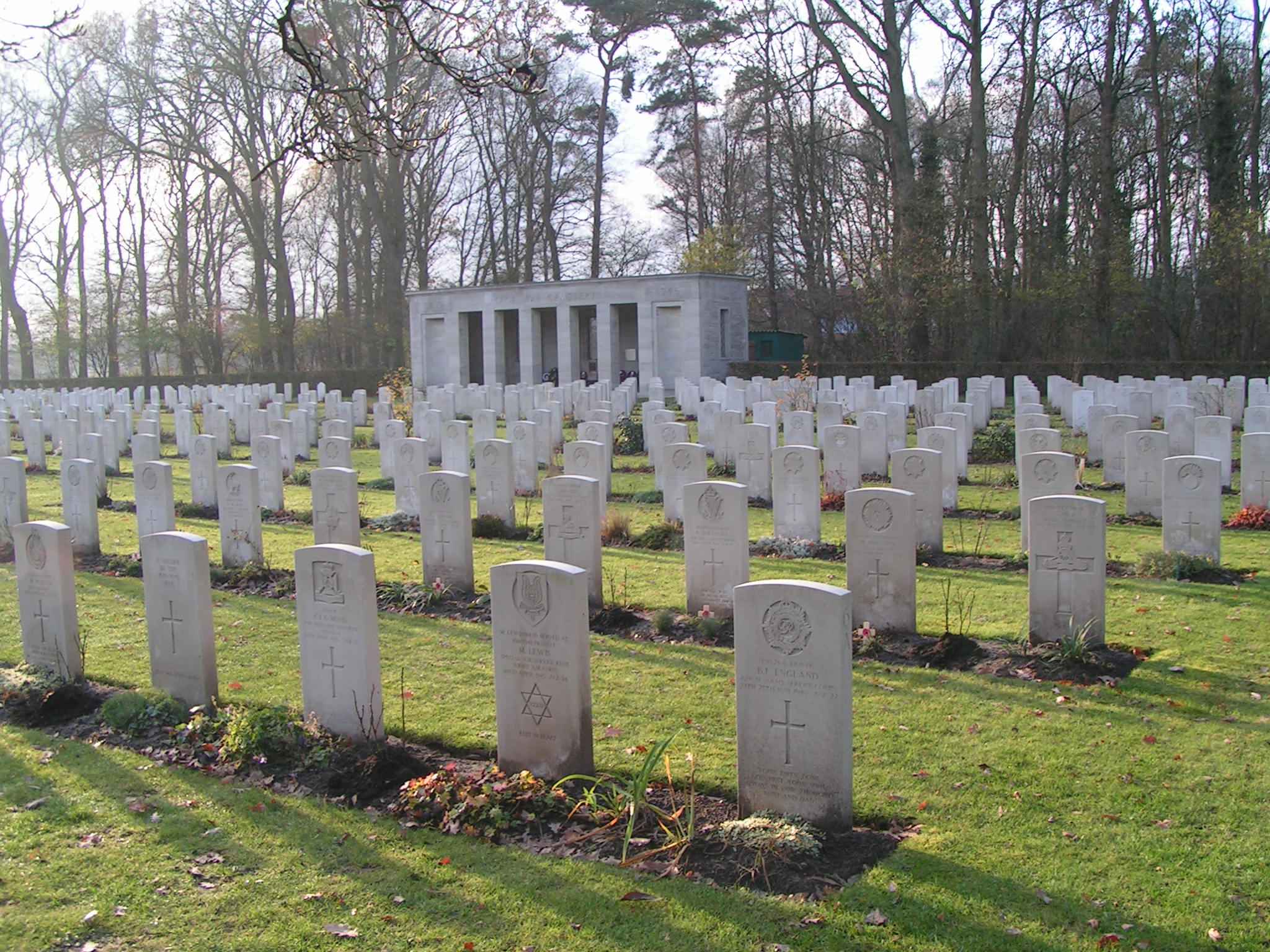
Brits oorlogskerkhof Sage, enige km ten noordwesten van Großenkneten
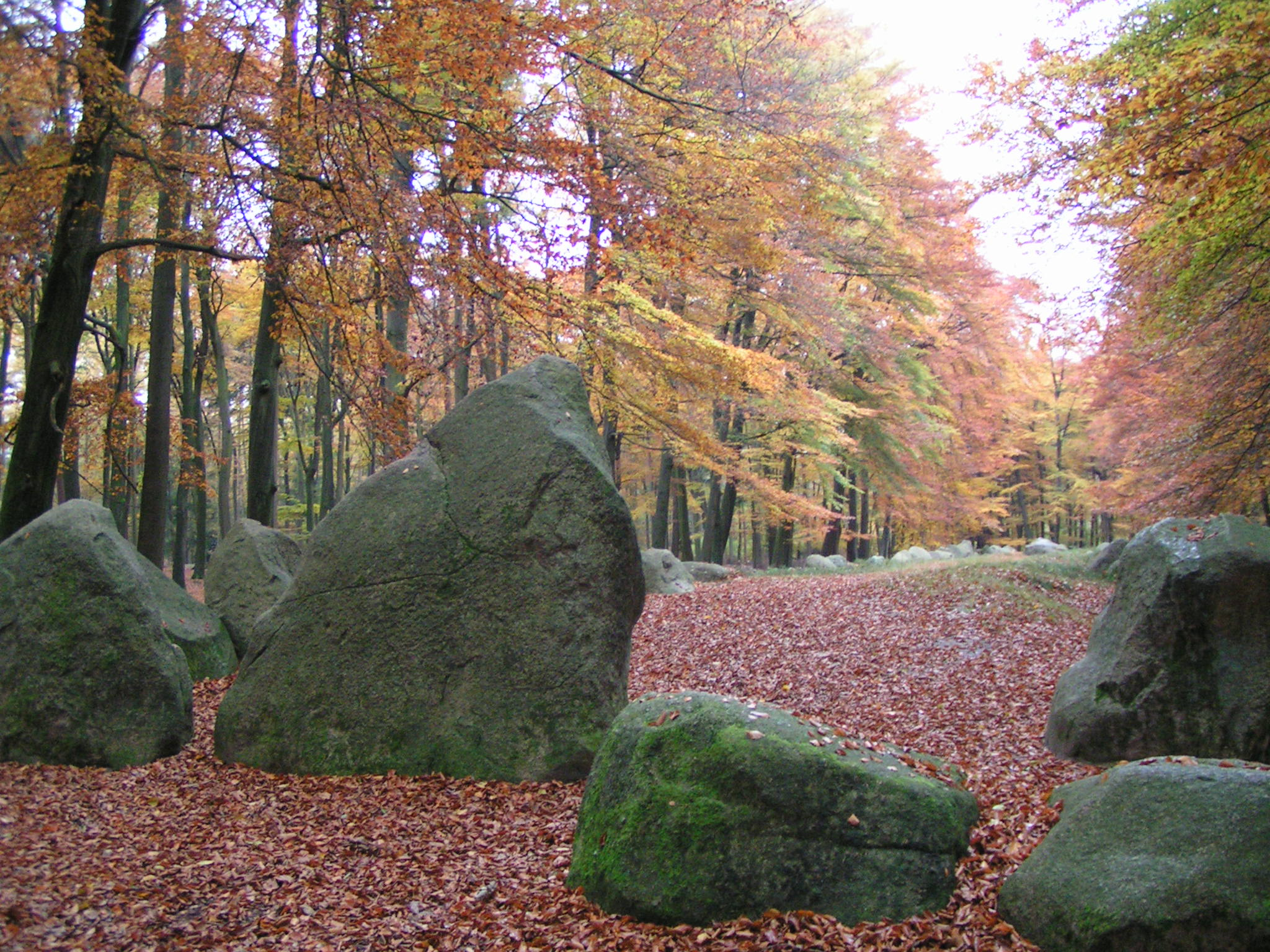
Visbeker Braut , hunebed op de Ahlhorner Heide
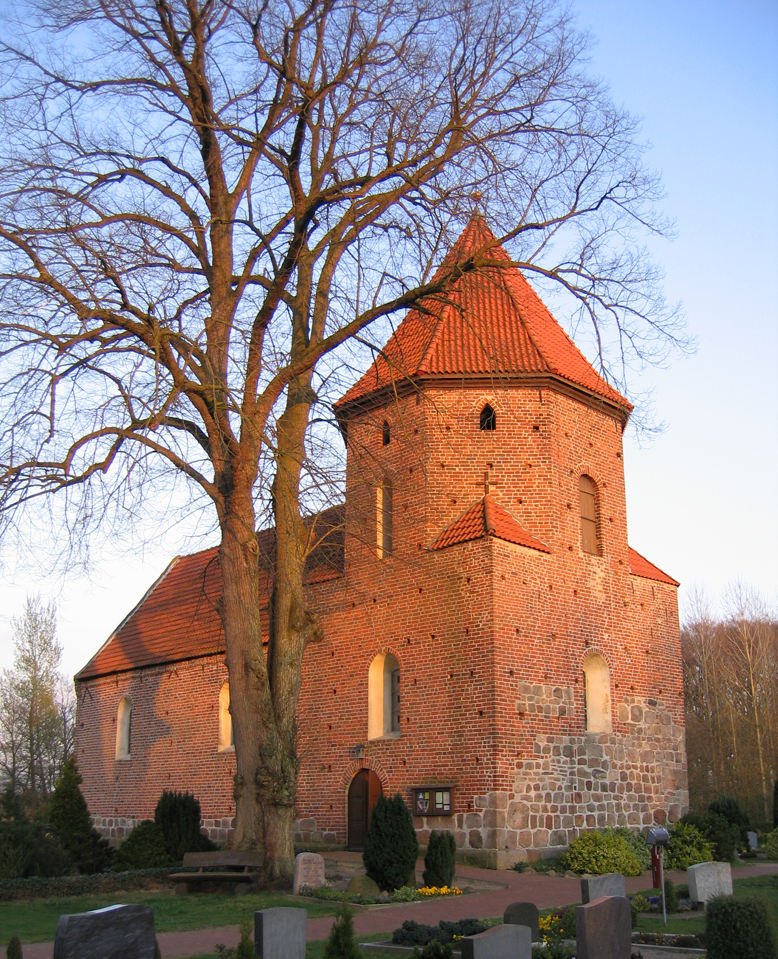
St.-Bricciuskerk in Huntlosen
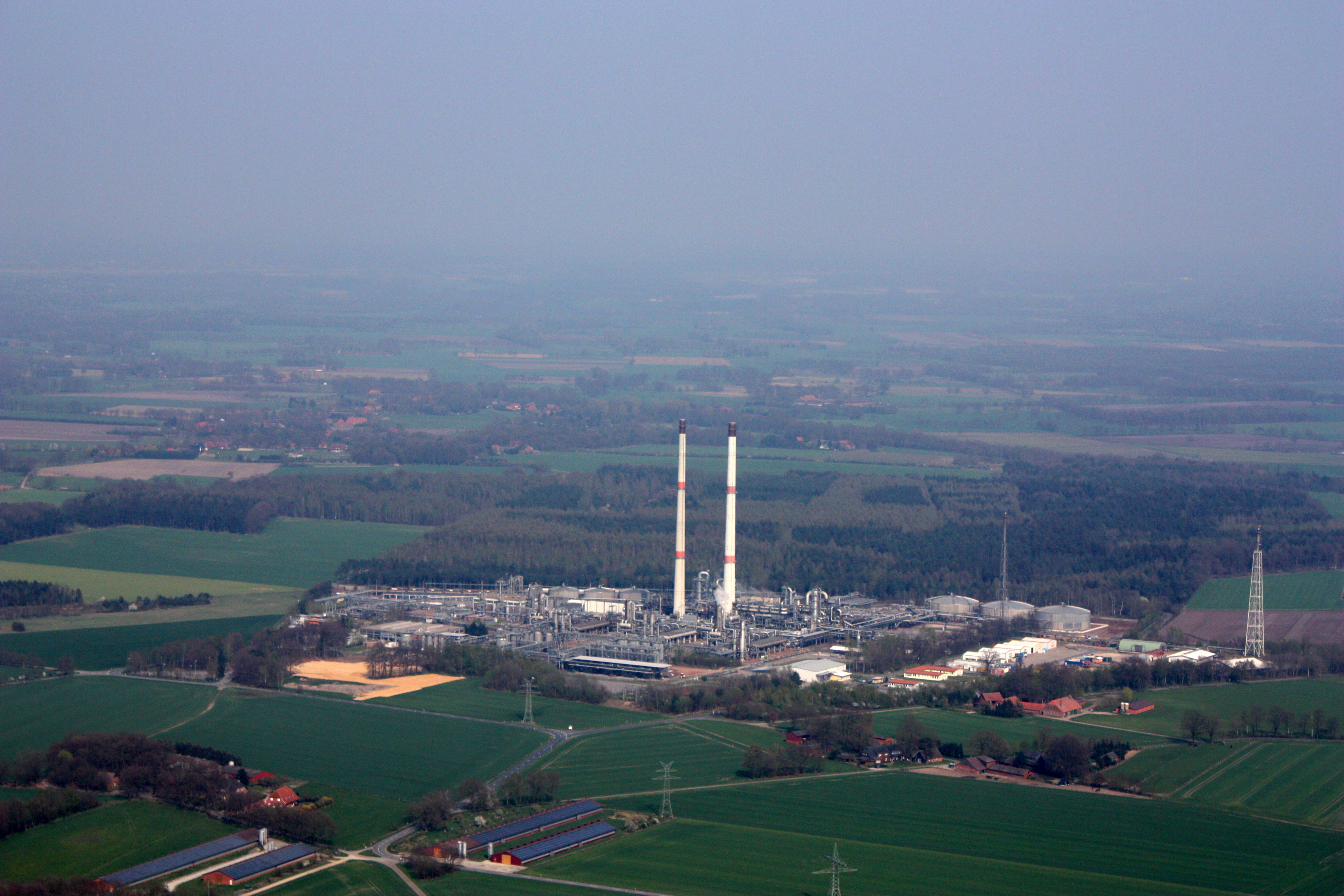
Aardgasinstallatie
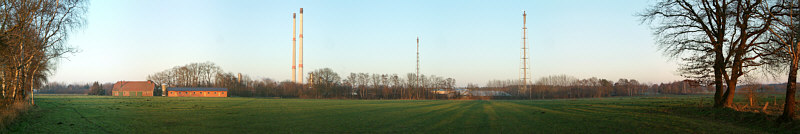
Boerderij bij de EXXON gasinstallatie
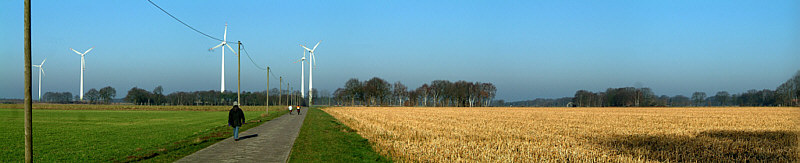
Tussen Großenkneten en Döhlen

- Gemeinsame Normdatei: 4022171-4
- Library of Congress Control Number: n85149015
- MusicBrainz: fe1efabc-ae90-4548-93df-e9684bd3ec32
- Nationale Bibliotheek van Israël: 987007564601705171
- Virtual International Authority File: 138440923
- WorldCat: E39PBJyrQCMpdrqwkKGRpdJqwC

Beckeln · 
Colnrade · 
Dötlingen · 
Dünsen · 
Ganderkesee · 
Groß Ippener · 
Großenkneten · 
Harpstedt · 
Hatten · 
Hude (Oldb) · 
Kirchseelte · 
Prinzhöfte · 
Wardenburg · 
Wildeshausen · 
Winkelsett